# Delegation (gruppo musicale)
I Delegation sono un gruppo musicale britannico formato da Len Coley, Rick Bailey e Roddy Harris. Il trio, scoperto dal produttore e cantautore Ken Gold, ha riscosso un discreto successo sul finire degli anni '70.

## Storia
Nel 1976, i Delegation hanno pubblicato il loro primo singolo, The Promise Of Love, tratto dall'omonimo album di debutto e pubblicato per la State Records. Il loro secondo singolo, intitolato Where Is The Love We Used To Know, è stato pubblicato nel Regno Unito nell'aprile del 1977 e ha dato al gruppo il suo primo successo (e, di conseguenza, la prima apparizione nel programma Top of the Pops).
Ray Patterson ha sostituito Roddy Harris nello stesso anno, mentre il gruppo si accingeva a pubblicare il suo terzo singolo: You've Been Been Doing Me Wrong. Il brano ha riscosso un modesto successo nel Regno Unito, mentre è stato con Oh Honey, del 1979, che è arrivata la prima hit statunitense (classificatasi al quinto posto nella classifica di brani soul/R&B di Billboard). 
Dopo la fuoriuscita di Coley e l'ingresso di Bruce Dunbar, la band ha pubblicato il suo secondo album (Eau De Vie), nel 1979. Esso si è rivelato un grande successo, grazie ai brani You and I, Put A Little Love On Me, Heartache #9 e Darling I Think About You.
Dunbar ha poi lasciato il gruppo nel 1981, dopo la pubblicazione del terzo album intitolato Delegation. Da allora, il gruppo ha pubblicato altri quattro album (Delegation II nel 1981, Deuces High nel 1982 e Encore nel 1993) e continuato ad esibirsi, pur con minore successo.

## Discografia

### Album in studio
- 1976 - The Promise of Love (State Records)
- 1979 - Eau De Vie (Ariola Records)
- 1980 - Delegation (Ariola Records)
- 1981 - Delegation II (Ariola Records)
- 1982 - Deuces High (Ariola Records)
- 1994 - Encore (ZYX Music)